# Frozen Crown
Frozen Crown é uma banda italiana de power metal formada em 2017 em Milão, na Lombardia.

## História
Em 2018, eles lançaram seu álbum de estreia The Fallen King. Quatro faixas dele também foram lançadas como singles. O segundo álbum, Crowned in Frost, foi lançado em 2019.
Em abril de 2019, o Frozen Crown tocou em dez locais europeus junto com os israelenses do Desert e os conterrâneos italianos Elvenking, enquanto que no verão seguinte eles se apresentaram no Metalfest Czech Republic e no Sabaton Open Air na Suécia. Em fevereiro de 2020, eles fizeram uma turnê por 13 cidades europeias abrindo para o quinteto britânico DragonForce. Uma turnê de verão em 2020, incluindo locais na Espanha, teve de ser cancelada devido à pandemia de COVID-19. Em novembro de 2020, a banda anunciou que seu terceiro álbum estava oficialmente em pré-produção.
A banda anunciou em janeiro de 2021 que o baterista Alberto Mezzanotte, a guitarrista Thalia Bellazecca e o baixista Filippo Zavattari deixaram o grupo por motivos pessoais, pois acharam difícil fazer parte de um conjunto durante a quarentena da pandemia. A banda lançou um vídeo final com essa formação, "Battles in the Night", como uma despedida aos membros. Um mês depois, anunciaram os seus sucessores: a guitarrista Fabiola "Sheena" Bellomo, o baixista Francesco Zof e o baterista Niso Tomasini. Os novos membros foram anunciados junto com o novo álbum, Winterbane. O álbum já estava em andamento quando os antigos membros saíram, e como Mondelli e Etro são os principais compositores da banda, a saída do trio não comprometeu a criação da obra.
Winterbane foi lançado em abril pela Scarlett Records e pela Marquee Inc. / Avalon no Japão. A banda o chamou de "o mais obscuro dos nossos trabalhos". O álbum tem uma regravação de "Nightcrawler", do Judas Priest, e a cantora Federica Lanna, do Volturian, um projeto paralelo do guitarrista Federico, participou como convidada em "Angels in Disguise". O álbum teve videoclipes lançados antecipadamente para as músicas "Far Beyond" e "Embrace the Night", com "The Water Dancer" tendo mais um clipe lançado juntamente ao álbum. A estética deste videoclipe foi baseada no romance As Crônicas de Gelo e Fogo e na série de TV Game of Thrones, e teve uma participação especial de Damien Von Dunkenwald e os Northern Wolfdogs  Pack.
Em 10 de março de 2023, o Frozen Crown lançou seu quarto álbum de estúdio, Call of the North. No dia seguinte, a banda começou a turnê de divulgação do álbum e como banda de abertura dos conterrâneos Nanowar of Steel em 19 locais europeus.
Em junho de 2023, a banda anunciou ter assinado com a Napalm Records para o lançamento de seu próximo álbum, deixando a Scarlet Records, com a qual haviam lançado seus discos até então.
Em 5 de setembro de 2023, o Frozen Crown anunciou a chegada da guitarrista Alessia Lanzone, que dividirá suas funções como solista e guitarrista base com Sheena e Federico, tanto ao vivo quanto em estúdio.
War Hearts, o quinto álbum e o primeiro com a Napalm Records, foi lançado em outubro de 2024. A banda o considerou um "reboot" do grupo, por ser o primeiro por uma nova gravadora e o primeiro como sexteto." O primeiro single do álbum foi "Steel and Gold", filmado no Castello dei Doria, em Dolceacqua, Itália. A banda tocou no Milady Metal Fest no final de 2024. Depois, realizaram sua primeira turnê como artista principal na Europa, com apoio das bandas Fellowship e Lutharo. Depois desta turnê, a guitarrista Fabiola Bellomo deixou o grupo por motivos pessoais e para explorar outros gêneros. Ela foi substituída pela guitarrista sérvia Aleksandra Stamenković, que é líder da banda Jenner e usará o nome artístico "Alexandra Lioness".

## Membros

### Membros atuais
- Giada "Jade" Etro — vocais (2017–presente)
- Federico Mondelli — guitarras, teclados, vocais (2017–presente)
- Francesco Zof — baixo (2021–presente)
- Niso Tomasini — bateria (2021-presente)
- Alessia Lanzone — guitarras (2023-presente)
- Alexandra Lioness — guitarras (2025-presente)

### Ex-membros
- Thalia Bellazecca — guitarras (solo) (2017–2020)
- Filippo Zavattari — baixo (2017–2020)
- Alberto Mezzanotte — bateria (2017–2020)
- Fabiola "Sheena" Bellomo — guitarras (2021-2025)

## Discografia

### Álbuns de estúdio
- The Fallen King (2018)
- Crowned in Frost (2019)
- Winterbane (2021)
- Call of the North (2023)
- War Hearts (2024)